# Huber Heights
Huber Heights és una ciutat dels Estats Units a l'estat d'Ohio. Segons el cens del 2000 tenia 38.212 habitants.

## Demografia
Segons el cens del 2000, Huber Heights tenia 38.212 habitants, 14.392 habitatges, i 10.779 famílies. La densitat de població era de 701,6 habitants per km².
Dels 14.392 habitatges en un 36,9% hi vivien nens de menys de 18 anys, en un 58,7% hi vivien parelles casades, en un 12% dones solteres, i en un 25,1% no eren unitats familiars. En el 20,5% dels habitatges hi vivien persones soles el 5,9% de les quals corresponia a persones de 65 anys o més que vivien soles. El nombre mitjà de persones vivint en cada habitatge era de 2,64 i el nombre mitjà de persones que vivien en cada família era de 3,05.
Per edats la població es repartia de la següent manera: un 27,4% tenia menys de 18 anys, un 8,6% entre 18 i 24, un 31,1% entre 25 i 44, un 23,7% de 45 a 60 i un 9,3% 65 anys o més.
L'edat mediana era de 34 anys. Per cada 100 dones de 18 o més anys hi havia 91,8 homes.
La renda mediana per habitatge era de 49.073 $ i la renda mediana per família de 53.579 $. Els homes tenien una renda mediana de 40.099 $ mentre que les dones 28.723 $. La renda per capita de la població era de 20.951 $. Aproximadament el 4,2% de les famílies i el 5,9% de la població estaven per davall del llindar de pobresa.

## Poblacions properes
El següent diagrama mostra les poblacions més properes.